# يان شيميونيك
يان شيميونيك (بالتشيكية: Jan Šimůnek)‏ (مواليد 20 فبراير 1987 في براغ - تشيكوسلوفاكيا) لاعب كرة قدم تشيكي يلعب حاليا لصالح نادي الدرجة الأولى فولفسبورغ الألماني منذ 2007 في مركز قلب الدفاع .

## روابط خارجية
- يان شيميونيك على موقع الاتحاد الدولي (مؤرشف)  (الإنجليزية)
- يان شيميونيك على موقع الاتحاد الأوربي (الإنجليزية)
- يان شيميونيك على موقع الاتحاد التشيكي (الإنجليزية)
- يان شيميونيك على موقع قاعدة بيانات كرة القدم.إي يو (الإنجليزية)
- يان شيميونيك على موقع بيانات كرة القدم. دي إي (الألمانية)
- يان شيميونيك على موقع ناشيونال فوتبول تيمز (الإنجليزية)
- يان شيميونيك على موقع Soccerway.com (الإنجليزية)
- يان شيميونيك على موقع عالم كرة القدم.نت (الإنجليزية)